# Чапчахов, Лазарь Сергеевич
Лазарь Сергеевич Чапчахов (1911— 13 апреля 1942) — участник Великой Отечественной войны, военный комиссар эскадрильи 38-го истребительного авиационного полка (Северо-Западный фронт), батальонный комиссар. Герой Советского Союза (1942). Первый армянин, удостоившийся звания Героя Советского Союза в годы Великой Отечественной войны.

## Биография
Родился 6 марта 1911 года в селе Большие Салы области Войска Донского, ныне Мясниковского района Ростовской области, в семье крестьянина. Армянин.
Два года учился в сельской школе, а затем переехал с родителями в город Ростов-на-Дону, где продолжил учёбу в школе № 13. Окончив 9 классов, он поступил на завод «Ростсельмаш», работал землекопом, молотобойцем, электромонтером.
В Красной Армии с 1933 года. В 1934 году окончил Ворошиловградскую военную школу пилотов, позже — курсы комиссаров при Харьковской военной школе пилотов. Член ВКП(б) с 1937 года.
Участник войны с Финляндией в 1939—1940 годах. За мужество и героизм, проявленные в боях с белофиннами, Чапчахов был награждён орденом Красной Звезды. На фронтах Великой Отечественной войны с июня 1941 года. Первый бой принял в небе столицы Эстонии. Воевал на Северо-Западном фронте, под Ленинградом. Военный комиссар эскадрильи 38-го истребительного авиаполка Лазарь Чапчахов особенно отличился в боях осенью 1941 года, когда, сражаясь с врагом, умело и решительно, он уничтожил несколько бомбардировщиков противника. За образцовое выполнение боевых заданий командования был награждён орденом Ленина.
5 апреля 1942 года Чапчахов возглавил 416-й истребительный авиационный полк, а через неделю, 13 апреля, погиб. Случилось это на своём аэродроме Крестцы в Ленинградской области при попытке предотвратить аварию самолёта неудачно севшего молодого лётчика. К этому времени Чапчахов Л. С. совершил 268 боевых вылетов, провёл 59 воздушных боёв, сбил лично 8 самолётов и 19 в групповых боях.
Указом Президиума Верховного Совета СССР «О присвоении звания Героя Советского Союза начальствующему составу Красной Армии» от 21 июля 1942 года за «образцовое выполнение боевых заданий командования на фронте борьбы с немецкими захватчиками и проявленные при этом отвагу и геройство» удостоен посмертно звания Героя Советского Союза.
Похоронен в посёлке Крестцы, ныне Новгородской области.

## Память
- Именем Чапчахова названы улицы в посёлке Крестцы и в селе Большие Салы.
- Мемориальная доска в городе Ростов-на-Дону и в селе Большие Салы.
- В городе Ростов-на-Дону на памятнике в честь работников завода «Ростсельмаш», удостоенных в годы Великой Отечественной войны звания Героя Советского Союза, есть имя и барельеф Чапчахова.
- 8 мая 2022 года в селе Большие Салы, на родине Героя, при входе в дом культуры был торжественно открыт бюст Лазарю Чапчахову.
- Политуправление Северо-Западного фронта направило письмо жене Л. С. Чапчахова, в котором говорилось:

«Уважаемая Екатерина Яковлевна, посылаем Вам книгу о героях Северо-Западного фронта, в которой описаны также героические подвиги Вашего мужа — Героя Советского Союза, батальонного комиссара Чапчахова Лазаря Сергеевича. Лазарь Сергеевич отдал свою жизнь за великое дело освобождения нашей Родины от немецко-фашистских захватчиков. Память о пламенном советском патриоте тов. Чапчахове будет долго жить в нашем народе».

## Награды
- Награждён двумя орденами Ленина, орденом Красной Звезды, медалями.